# Françoise Brochard-Wyart
Pour les articles homonymes, voir Brochard et Wyart (homonymie).
Françoise Brochard-Wyart, née en 1944 à Saint-Étienne en France, est une physicienne française, théoricienne de la matière molle, professeure émérite de l'Université Pierre et Marie Curie et chercheuse à l'Institut Curie.

## Biographie
Élève de l'École normale supérieure de Cachan de 1964 à 1968, elle obtient son DEA de physique des solides en 1967 et son agrégation de physique en 1968. Elle entame alors une thèse sous la direction de Pierre-Gilles de Gennes sur les cristaux liquides au Laboratoire de physique du solide à Orsay. Elle obtient son doctorat en 1974.
Elle poursuit ses recherches au Collège de France travaillant sur la dynamique des polymères.
En 1986, elle devient professeur de chimie physique à l'Université Pierre et Marie Curie à Paris et s'intéresse au mouillage et aux interfaces.
En 1991, elle intègre l'Institut Curie où elle mène des recherches en biophysique.
Elle est membre de l’Institut Universitaire de France. Un séminaire et jubilé en son honneur intitulé 'From soft matter to cell biophysics: Be Simple!' a réuni plus d'une centaine de participants à La Chapelle-Gauthier en octobre 2018.

## Famille
Françoise Brochard-Wyart est issue d'une famille de scientifiques: son oncle était le cristallographe professeur à la Sorbonne Jean Wyart, tandis que son père fut ingénieur chargé de la construction de barrages hydroélectriques dans les Alpes pour une compagnie qui a préfiguré la création d'EDF. Par sa mère, elle est aussi l'arrière petite-nièce du chimiste Charles Gerhardt.
Elle est la mère de six enfants, deux qu'elle a eus avec Dominique Brochard et quatre qu'elle a eus avec Pierre-Gilles de Gennes.

## Travaux
Au début de sa carrière scientifique à Orsay puis au Collège de France, Françoise Brochard-Wyart a étudié les cristaux liquides, en particulier les dispersions "ferronématiques" de particules magnétiques, ainsi que des questions sur la physique des polymères comme leurs conformations en mauvais solvant ou dans des écoulements. Elle a aussi interprété les fluctuations thermiques des globules rouges et la dynamique des pores dans des vésicules lipidiques. À l'Institut Curie, elle a commencé par des recherches de physico-chimie sur les propriétés statiques et dynamiques de mouillabilité des surfaces solides mais aussi liquides (démouillage liquide-liquide), avant de se tourner vers des questions biophysiques au début des années 2000. Ainsi est-elle reconnue pour avoir fait des analogies audacieuses mais efficaces entre la physique du mouillage de gouttes liquides et l'adhésion entre des cellules biologiques au sein d'une tumeur cancéreuse. Elle a introduit en particulier le concept de "matière active enchevêtrée" pour décrire le phénomène de visco-élasticité aussi bien de tumeurs que d'agrégats formés par les fourmis-feu du Brésil. 

## Distinctions
- 1998 : Prix Jean-Ricard de la Société française de physique[12].
- 2003 : Membre senior de l'Institut universitaire de France[13], dont elle a été nommée au jury des membres juniors en 2016 et seniors en 2019[14].
- 2007 : Mention spéciale du Prix Roberval pour l'ouvrage Gouttes, bulles, perles et ondes, avec Pierre-Gilles de Gennes et David Quéré[15].
- 2015 :  Officière de la Légion d'honneur [16], chevalière en 1998.
- 2017 : Docteure honoris causa de l'École polytechnique fédérale de Zurich[17].
- 2024 : Médaille de physique de l'Académie des Sciences[18].